# Leistungsgerechtigkeit
Leistungsgerechtigkeit bezeichnet eines der Prinzipien der Verteilungsgerechtigkeit, wonach z. B. die Verteilung der Einkommen innerhalb einer Gesellschaft dann als gerecht gilt, wenn die Einkommen dem Wert der Leistung der jeweiligen Gesellschaftsmitglieder entsprechen. Wie genau sich die jeweilige Leistung bemessen lässt, ist jedoch umstritten.
Die Leistungsgerechtigkeit steht im Gegensatz zum Prinzip der Bedarfsgerechtigkeit, wonach die Einkommen entsprechend den Bedürfnissen an die Gesellschaftsmitglieder verteilt werden. Ähnlich verhält es sich auch mit der Verteilungsgerechtigkeit, bei der alle Individuen die gleiche Menge eines Gutes zur Verfügung gestellt bekommen. Friedrich August von Hayek widerspricht der verbreiteten Auffassung, dass Leistungsgerechtigkeit das einer Marktwirtschaft zugrunde liegende Prinzip sei. Zwar fördere der marktliche Wettbewerbsprozess tendenziell eine Proportionalität von Leistung und Ertrag. Letztlich beruhten Markteinkommen jedoch auch auf Angebot und Nachfrage. Hayek argumentiert deshalb, dass eine derartige Vorstellung von Gerechtigkeit nicht auf die sich aus dem Wettbewerbsprozess ergebende Verteilung anwendbar sei. Gerecht sei vielmehr, die Regeln des Wettbewerbprozesses zu beachten (→Regelgerechtigkeit).